# Timo Achenbach
Timo Achenbach (* 3. September 1982 in Witten) ist ein ehemaliger deutscher Fußballspieler und heutiger -trainer.

## Karriere
Der gelernte linke Außenverteidiger und Mittelfeldspieler begann seine Karriere in Witten bei TuS Heven. Nachdem er 1990 innerhalb der Stadt zum VfL Witten gewechselt war und dort drei Jahre gespielt hatte, verbrachte er die darauffolgenden drei Jahre in diversen Jugendmannschaften der SG Wattenscheid 09.
Vor Beginn der Saison 1996/97 wechselte er in seinem 14. Lebensjahr zu Borussia Dortmund, wo er in seiner gesamten weiteren Jugendzeit spielte. In der Saison 2002/03 war er in der Dortmunder Amateurmannschaft in der Regionalliga Nord als Oberliga-Aufsteiger eine Saison Stammspieler.
Er wurde in der anschließenden Saison 2003/04 an den Zweitligisten VfB Lübeck für eine Gebühr von 30.000 Euro ausgeliehen. Dort wurde er auf Anhieb Stammspieler, stieg aber am Saisonende in die Regionalliga ab.
Achenbach wurde, nachdem weiterhin mit Borussia Dortmund ein gültiger Vertrag bestand, in der Saison 2004/05 für 50.000 Euro an den Bundesliga-Absteiger 1. FC Köln ausgeliehen. Dort spielte er jeweils zur Hälfte für die Profimannschaft, mit der ihm der Wiederaufstieg gelang, und für die Amateurmannschaft in der Regionalliga Nord.
Nach Abschluss der Saison nutzte Borussia Dortmund seine Option auf eine Verlängerung des Vertrags nicht. Nachdem er in Köln die Saisonvorbereitung absolviert hatte und im ersten Spiel der Amateurmannschaft noch zum Einsatz gekommen war, wechselte er kurz vor Beginn der Profisaison 2005/06 in die 2. Bundesliga zur SpVgg Greuther Fürth. Sein Vertrag bei Greuther Fürth endete mit Abschluss der Saison 2007/08.
Im Mai 2008 verpflichtete ihn Alemannia Aachen für drei Jahre. In der Saison 2008/09 gehörte Achenbach zu den wenigen Spielern der Liga, die alle Meisterschaftsspiele über die volle Spielzeit bestritten. Auch unter dem zur Saison 2010/11 verpflichteten Cheftrainer Peter Hyballa verteidigte Timo Achenbach seinen Stammplatz. In der Saison 2011/12 stieg er mit der Alemannia als Tabellenvorletzter aus der Zweiten Liga ab. Zur Spielzeit 2012/13 wechselte Achenbach zum Zweitligaaufsteiger SV Sandhausen und unterschrieb einen Zweijahresvertrag, der später um ein weiteres Jahr verlängert wurde.
Im Sommer 2015 endete sein Engagement in Sandhausen, worauf er beim Oberligisten KFC Uerdingen einen Vertrag bis 2018 unterschrieb. Im Sommer 2018 wechselte er zum TuS Ennepetal, um dem Trainer Alexander Thamm als spielender Co-Trainer zu assistieren. Am 1. Spieltag der Oberliga Westfalen 2018/19 stand er noch einmal im Kader aber wurde nicht eingesetzt.
In der U-21-Nationalmannschaft wurde Achenbach in drei Länderspielen eingesetzt, sowie einmal im Team 2006, dem 2005 aufgelösten Perspektivteam des DFB.

## Erfolge
- 2005 Aufstieg in die 1. Bundesliga mit dem 1. FC Köln
- Aufstieg in die 3. Liga 2018 mit dem KFC Uerdingen 05